# Thomas Moone
Thomas Henry Moone (né le 6 novembre 1908 à Ottawa, dans la province de l'Ontario au Canada et mort le 27 juillet 1986 à Meredith, dans l'état du New Hampshire aux États-Unis) est un joueur américain de hockey sur glace. Lors des Jeux olympiques d'hiver de 1936, il remporte la médaille de bronze.
Il joue pendant plusieurs saisons avec les Olympics de Boston, remportant avec eux l'US Amateur Championship en 1935, 1939 et 1939,.

## Statistiques en équipe nationale
| Année | Équipe     | Événement       |   | PJ | V | D | Pr/N | Min | BC   | Moy | % Arr | Bl | Pun                |  | Résultat |
| 1936  | États-Unis | Jeux olympiques | 8 | 5  | 1 | 2 | 410  | 4   | 0,59 |     | 5     |    | Médaille de bronze |  |          |

## Palmarès
- Médaille de bronze aux Jeux olympiques de Garmisch-Partenkirchen en 1936